# George Barbier
George Barbier, també conegut com a Edward W. Larry, (Nantes, 10 d'octubre 1882 - París, 16 març 1932) fou un pintor, dissenyador de moda i il·lustrador francès.
Deixeble de Jean-Paul Laurens a l'École nationale supérieure des beaux-arts, va exposar al Salon des Humoristes de 1910 sota el nom d'Edward William Larry i, dos anys més tard, a la galeria Georges Petit.
Des de 1912 fins a la seva mort va ser un habitual al Salon des artistes décorateurs. Els seus dibuixos reproduïts per litografia i acolorits mitjançant la tècnica de l'estergit van aparèixer les publicacions més famoses de l'època, com els diaris satírics Le Rire o La Baïonette, i les revistes de moda com Modes et manières d'aujourd'hui, Les fuillets 'art, Femina, Vogue, Comœdia illustré, La Gazette du Bon Ton i Journal des Dames et des Modes, on a més dels dibuixos, va escriure assajos i nombrosos articles.
A mitjans de la dècada de 1920 va treballar amb Erté com a escenògraf i dissenyador de vestuari pel Folies Bergère i, més tard, va aconseguir renom a través de les seves aparicions regulars a la revista L'Illustration. Va realitzar il·lustracions per a nombrosos catàlegs, vinculat amb cases de moda com les de Paul Poiret, Jeanne Lanvin, Jeanne Paquin, Madeleine Vionnet i el joier Cartier, i per a textos literaris d'autors com Charles Baudelaire, Théophile Gautier, Pierre Louÿs, Alfred de Musset i Paul Verlaine. També van tenir molt d'èxit els seus dissenys de vestuaris per als Ballets Russos.